# Џекфрут
Џекфрут или нангка (лат. Artocarpus heterophyllus) је врста дрвенасте биљке, распрострањена у јужној и југоисточној Азији. Успева добро у тропским крајевима у: јужној и југоисточној Азији, у источној Африци, у Бразилу и неким земљама Кариба. Нангка је национална биљка Бангладеша, где се зове Катхал. Биљка је добро прилагођена тропској клими и условима. Плод је један од највећих плодова воћа, може нарасти до 90 цм дужине, 50 цм ширине и тежине до 36 кг. Џекфрут се често користи у јужној и југоисточној азијској кухињи. Најчешће се користи као основна храна у разним каријима. Његово стабло се користи као квалитетна дрвна грађа. Од његовог дрвета се израђују различити музички инструменти попут гамелан у Индонезији. Користи се за производњу намештаја, прозора, врата и кровова. Од њега се добија пигмент, који даје карактеристичну светлосмеђу боју одеће будистичких монаха у југоисточној Азији.
Џекфрут води порекло из региона између Западног Гатиja јужне Индије, читаве Шри Ланка и прашуме Филипина, Индонезије и Малезије.
Дрво је веома подесно за тропске низије и широко се узгаја у тропским регионима света. Ово дрво производи највећи плод од свих стабала, достижући чак 55 kg (120 pounds) тежине, 90 cm (35 inches) дужине и 50 cm (20 inches) у пречнику. Зрело стабло произведе око 200 плодова годишње, а старије дрвеће доноси и до 500 плодова годишње. Џекфрут је збирно воће које се састоји од стотина до хиљада појединачних цветова, и меснате латице незрелог воћа се једу. Зрело воће је слатко (у зависности од сорте) и чешће се користи за десерте. Конзервирани зелени џекфрут има благ укус и текстуру налик месу која се може назвати „месо од поврћа“.
Џекфрут се обично користи у кухињама јужне и југоисточне Азије. Конзумирају се и зрели и незрели плодови. Џекфрут је национално воће Бангладеша и Шри Ланке и државно воће индијских држава Карнатака, Керала и Тамил Наду. Доступан је у међународно у конзервама или замрзнут у охлађеним оброцима, као и у различитим производима добијеним од воћа као што су резанци и чипс.

## Етимологија и опште име
Реч jackfruit долази од португалске речи jaca, која је изведена из израза на малајаламском језику chakka pazham, када су Португалци стигли у Индију у Кожикоде (Каликут) на Малабарској обали (Керала) 1499. године. Касније је малајаламски назив ചകക (cakka) забележио Хендрик ван Рид (1678–1703) у Hortus Malabaricus, vol. iii на латинском. Хенри Јул је превео Јорданусову књигу 'Mirabilia descripta: the wonders of the East'. Овај термин је ултиматно изведен из протодравидског корена kā(y) („воће, поврће“).
Уобичајени енглески назив „jackfruit“ користио је лекар и природњак Гарсија де Орта у својој књизи из 1563. Colóquios dos simples e drogas da India. Вековима касније, ботаничар Ралф Рандлес Стјуарт сугерисао је да је име дато по Вилијаму Џеку (1795–1822), шкотском ботаничару који је радио за Источноиндијску компанију у Бенгалу, Суматри и Малаји.

## Историја
Џекфрут је припитомљен независно у Јужној Азији и Југоисточној Азији, на шта указују имена југоисточне Азије која нису изведена из санскритских корена. Вероватно су га први припитомили Аустронежани на Јави или на Малајском полуострву. Воће је касније унето у Гвам преко филипинских досељеника када су оба била део Шпанског царства. То је национално воће Бангладеша.

## Храна
Зрели џекфрут је природно сладак, са суптилним укусом налик ананасу или банани. Може се користити за прављење разних јела, укључујући креме, колаче, или помешано са ледом као ес телер у Индонезији или хало-хало на Филипинима. За традиционално јело за доручак у јужној Индији, идли, воће се користи са пиринчем као састојак, а листови џекфрута се користе као омот за кухање на пари. Џекфрутне досе се могу припремити млевењем меса џекфрута заједно са тестом. Зрели џекфрут се понекад пржи или суши замрзавањем и продаје као чипс од џекфрута.
Семе зрелог воћа је јестиво је након кувања и сматра се да има млечни, слатки укус који се често упоређује са бразилским орашастим плодовима. Семенке могу бити куване, печене или динстане. Када су печене, укус семена је упоредив са кестеном. Семе се користи као грицкалица (кувањем или печењем) или за прављење десерта. На Јави се семе обично кува и зачини сољу као ужина. Често се користе у карију у Индији у облику традиционалног карија мешавине сочива и поврћа. Млади листови су довољно нежни да се користе као поврће.

### Арома
Џекфрут има карактеристичну слатку и воћну арому. У истраживању испарљивих арома у пет сорти џекфрута, главна откривена испарљива једињења су етил изовалерат, пропил изовалерат, бутил изовалерат, изобутил изовалерат, 3-метилбутил ацетат, 1-бутанол и 2-метилбутан-1-ол.
Познато је да потпуно зрео и неотворени џекфрут „емитује јаку арому“ – можда непријатну – са унутрашњошћу воћа која је описана као мирис који подсећа на ананас и банану. Након печења, семенке се могу користити као комерцијална алтернатива чоколадној ароми.

### Нутритивна вредност
Јестива пулпа се састоји од 74% воде, 23% угљених хидрата, 2% протеина и 1% масти. Компонента угљених хидрата су првенствено шећери и извор је дијеталних влакана. У порцији од 100-gram (3 1⁄2-ounce), сирови џекфрут обезбеђује 400 kJ (95 kcal) и богат је извор (20% или више дневне вредности, ДВ) витамина Б6 (25% ДВ). Он садржи умерене нивое (10-19% ДВ) витамина Ц и калијума, без значајног садржаја других микронутријената.
Џекфрут је делимично решење за безбедност хране у земљама у развоју.

### Кулинарска употреба
Укус зрелог воћа је упоредив са комбинацијом јабуке, ананаса, манга и банане. Сорте се разликују у погледу карактеристика меса плода. У Индокини, две варијанте су „тврда“ верзија (хрскавија, сува и мање слатка, али меснатија) и „мека“ верзија (мекша, влажнија и много слађа, са тамнијим месом златне боје од тврдог сорта). Незрели џекфрут има благ укус и текстуру налик месу и користи се у јелима са каријем са зачинима у многим кухињама. Кожица незрелог џекфрута се прво мора огулити, а затим се преостало месо џекфрута исецка, у радно интензивном процесу, на јестиве порције и кува пре сервирања. Последњи комади подсећају на припремљена срца артичоке по свом благом укусу, боји и цветним квалитетима.